# François-Antoine Habeneck
François-Antoine Habeneck (Mezières, 22 de gener de 1781 - París, 8 de febrer de 1849) fou un violinista i compositor francès.
Entrà al Conservatori de París, i el 1816 fou nomenat primer violí de la Capella Reial. De 1821 a 1824 desenvolupà les funcions de director d'orquestra de l'Òpera nacional de París, i se l'anomenà després professor de violí al Conservatori, on tingué alumnes que més tard serien músics importants com Edmond Roche, Deldevez i Sainton entre d'altres, a més era inspector del curs dels estudis, i serví aquesta plaça fins al 1846. també fou primer violí de la música del rei.
Es distingí com a director d'orquestra, i fou el que introduí a França el gust per la música instrumental de Beethoven. Compongué diversos concerts, àries, duets, concertants, nocturns i altres peces per a violí. El 1806 ja dirigia els concerts del Conservatori, però quan ratlla a major alçada fou des de 1828, en fundar-se la Société des Concerts du Conservatoire.